# Neanthes kerguelensis
Neanthes kerguelensis é uma espécie de anelídeo pertencente à família Nereididae.
A autoridade científica da espécie é McIntosh, tendo sido descrita no ano de 1885.
Trata-se de uma espécie presente no território português, incluindo a sua zona económica exclusiva.